# Concepción del Norte
Concepción del Norte è un comune dell'Honduras facente parte del dipartimento di Santa Bárbara.
Il comune venne istituito il 7 giugno 1875.